# Aleksandr Radułow
Aleksandr Walerjewicz Radułow (ros. Александр Валерьевич Радулов; ur. 5 lipca 1986 w Niżnym Tagile) – rosyjski hokeista, reprezentant Rosji, dwukrotny olimpijczyk.
Jego brat Igor został również hokeistą. W sezonie 2011/2012 obaj grali razem w Saławacie Jułajew Ufa, a w 2012/2013 w CSKA Moskwa.

## Kariera klubowa
- THK Twer (2003-2004)
- Dinamo Moskwa (2004)
- Quebec Remparts (2004-2006)
- Milwaukee Admirals (2006)
- Nashville Predators (2006-2008)
- Saławat Jułajew Ufa (2008-2012)
- Nashville Predators (2012)
- CSKA Moskwa (2012-2016)
- Montreal Canadiens (2016-2017)
- Dallas Stars (2017-2022)
- Ak Bars Kazań (2022-2024)
- Łokomotiw Jarosław (2024-)

Wychowanek klubu Sputnik Niżny Tagił ze swojego rodzinnego miasta. Do National Hockey League był draftowany przez ten klub Nashville Predators w 2004 z numerem 15 (w pierwszej rundzie). Z klubem podpisał pierwotnie trzyletni kontrakt i występował w nim przez dwa sezony w latach 2006-08, po czym wrócił do Rosji i został zawodnikiem Saławatu Jułajew Ufa. W barwach baszkirskiego zespołu uzyskał wiele nagród indywidualnych (był regularnie jednym z najskuteczniejszych zawodników ligi KHL, a w 2011 roku zdobył Mistrzostwo Rosji (Puchar Gagarina). W marcu 2012 roku powrócił do Nashville Predators celem wypełnienia kontraktu i rozegrania sezonu w jego barwach. Podczas występów został ukarany dyscyplinarnie przez klub za niesportowy tryb życia tuż przed kluczowym meczem w fazie play-off (przebywał z nim wówczas Andrej Kascicyn). Po zakończeniu sezonu amerykański klub zwolnił Radułowa z zobowiązań kontraktowych, a sam zawodnik zadeklarował powrót do ligi KHL. W połowie czerwca 2012 roku poinformowano, że prawa do Radułowa nabył od Saławatu Jułajew Ufa moskiewski klub CSKA. Na początku lipca 2012 roku Radułow został zawodnikiem CSKA.
Został najskuteczniejszym hokeistą w historii ligi KHL. Na początku sezonu 2012/2013 legitymował się bilansem 301 punktów za 103 gole i 198 asyst.
Od lipca 2016 zawodnik kanadyjskiego klubu Montreal Canadiens w lidze NHL, związany rocznym kontraktem. Od lipca 2017 zawodnik Dallas Stars, związany pięcioletnim kontraktem (wówczas zawodnikiem Canadiens został dotychczasowy gracz Stars, Aleš Hemský). W lipcu 2022 ogłoszono jego transfer do Ak Barsa Kazań. W czerwcu 2024 przeszedł do Łokomotiwu Jarosław.

## Kariera reprezentacyjna
Uczestniczył w turniejach mistrzostw świata w 2007, 2008, 2009, 2011, 2013 oraz zimowych igrzysk olimpijskich 2010, 2014.

## Sukcesy i osiągnięcia

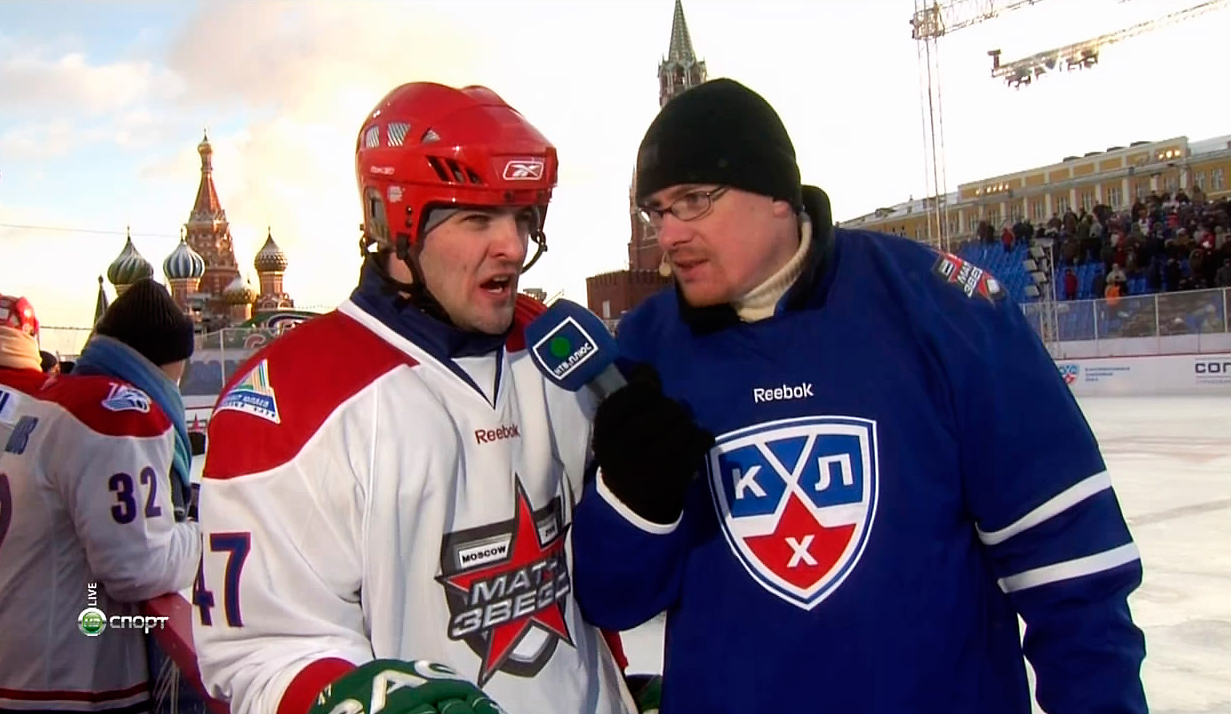
Aleksandr Radułow (z lewej) podczas Meczu Gwiazd 2009

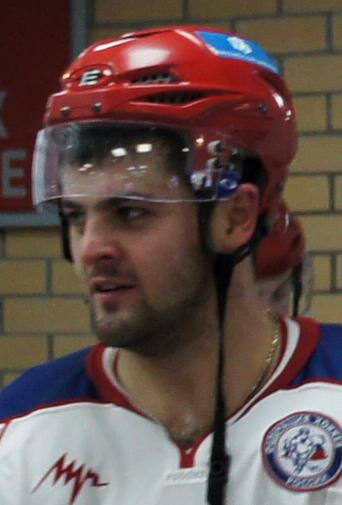
Aleksandr Radułow (przodem) w barwach reprezentacji Rosji podczas (2010)

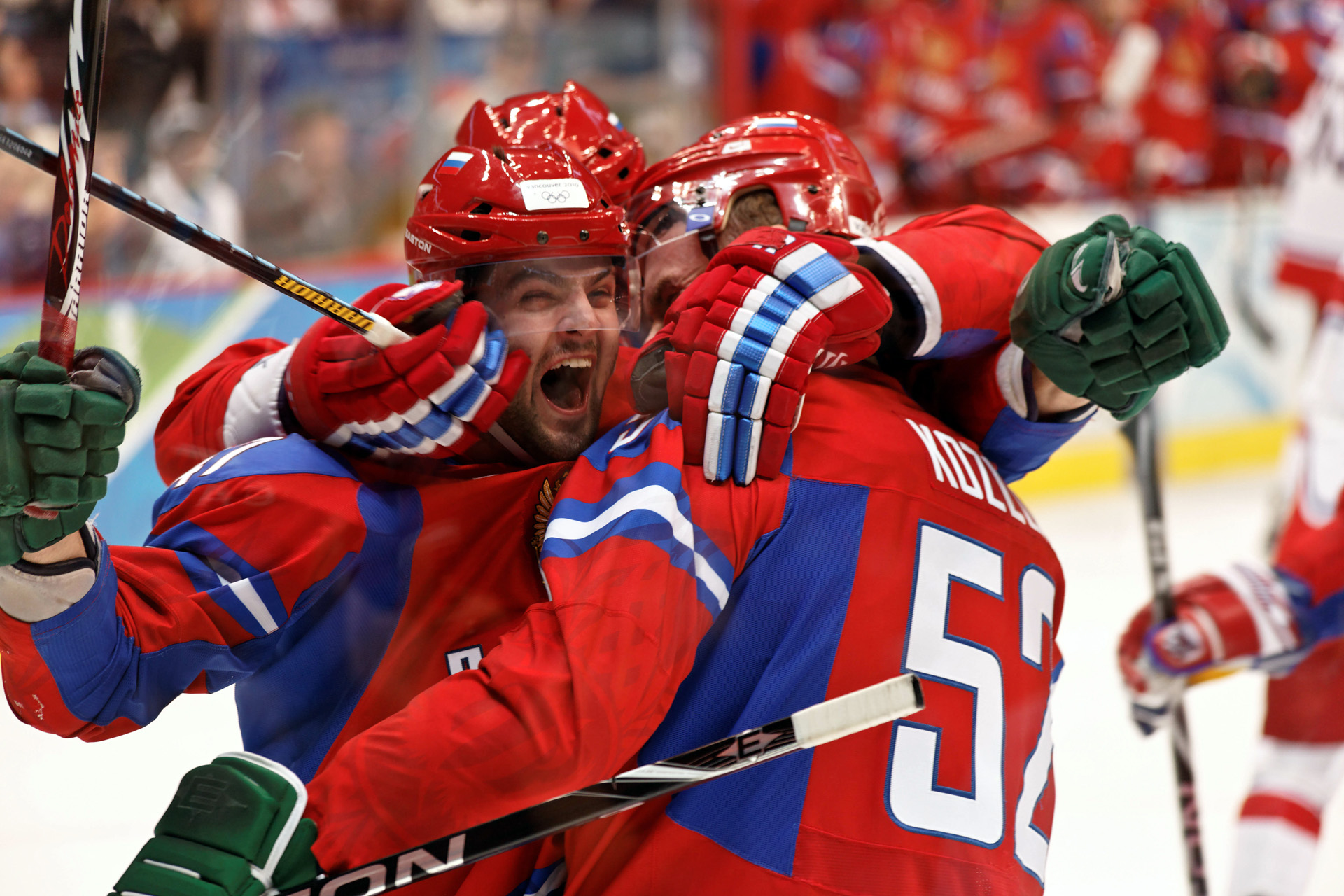
Aleksandr Radułow (przodem) w barwach reprezentacji Rosji podczas ZIO 2010

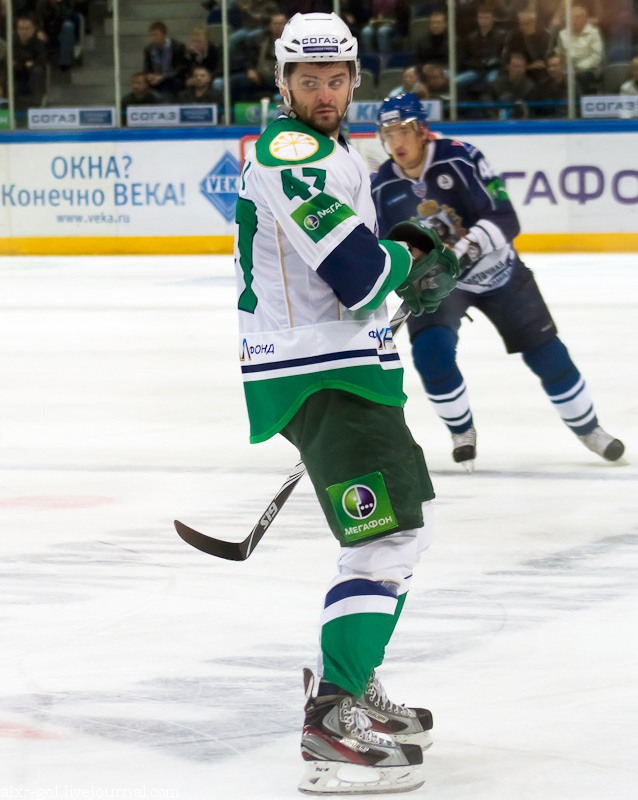
Aleksandr Radułow podczas meczu Saławatu z Amurem w Chabarowsku 23 września 2011

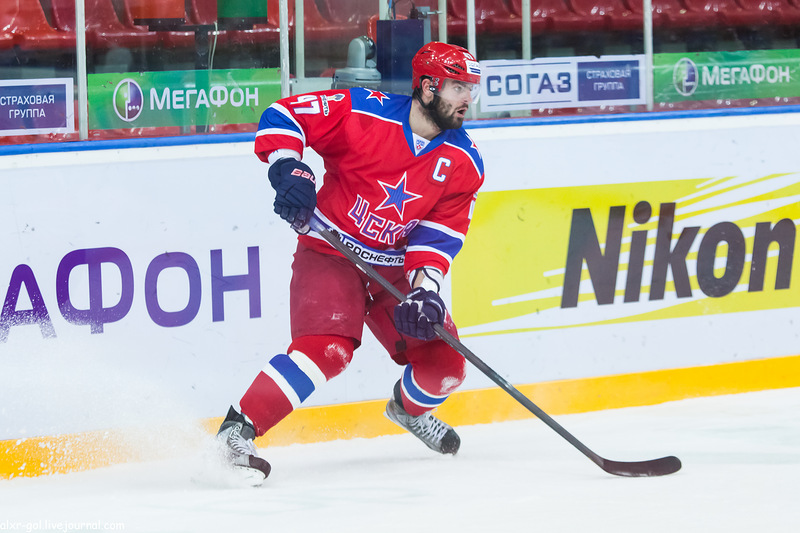
Aleksandr Radułow podczas meczu CSKA z Amurem w Moskwie 2 listopada 2012

Reprezentacyjne
- Złoty medal mistrzostw świata juniorów do lat 18: 2004
- Srebrny medal mistrzostw świata juniorów do lat 20: 2005, 2006
- Brązowy medal mistrzostw świata: 2007
- Złoty medal mistrzostw świata: 2008, 2009

Klubowe
- Memorial Cup – mistrzostwo CHL: 2006 z Quebec Remparts
- Puchar Gagarina – mistrzostwo KHL: 2011 z Saławatem, 2025 z Łokomotiwem
- Złoty medal mistrzostw Rosji: 2011 z Saławatem, 2025 z Łokomotiwem
- Puchar Kontynentu: 2015 z CSKA Moskwa
- Brązowy medal mistrzostw Rosji: 2015 z CSKA Moskwa

Indywidualne
- Mistrzostwa świata do lat 18 w 2004:
  - Pierwsze miejsce w klasyfikacji +/- turnieju: +10
- QMJHL 2004/2005:
  - Skład gwiazd pierwszoroczniaków
- QMJHL i CHL 2005/2006:
  - Najlepszy zawodnik miesiąca QMJHL (dwukrotnie wyróżniony) - luty 2005, marzec 2005
  - Najlepszy zawodnik tygodnia QMJHL (czterokrotnie wyróżniony)
  - Pierwsze miejsce w klasyfikacji asystentów w sezonie zasadniczym QMJHL: 91 asyst
  - Trophée Jean Béliveau - pierwsze miejsce w klasyfikacji kanadyjskiej QMJHL: 152 punkty
  - Michel Brière Trophy - Najbardziej Wartościowy Zawodnik (MVP) QMJHL
  - Coupe Telus - najlepszy napastnik QMJHL
  - Pierwszy skład gwiazd QMJHL
  - Pierwsze miejsce w klasyfikacji kanadyjskiej CHL: 152 punkty
  - Pierwszy skład gwiazd CHL
  - Skład gwiazd turnieju Memorial Cup
  - Stafford Smythe Memorial Trophy - Najbardziej Wartościowy Zawodnik (MVP) turnieju o Memorial Cup
  - Najlepszy zawodnik sezonu CHL
- NHL (2006/2007):
  - NHL YoungStars Roster
- Mistrzostwa Świata w Hokeju na Lodzie 2009/Elita:
  - Decydujący gol o mistrzostwie
- KHL (2008/2009):
  - Mecz Gwiazd KHL
- KHL (2009/2010):
  - Najlepszy napastnik miesiąca - marzec 2010
  - Trzecie miejsce w klasyfikacji asystentów w sezonie zasadniczym: 39 asyst
  - Czwarte miejsce w klasyfikacji kanadyjskiej w sezonie zasadniczym: 63 punkty
  - Drugie miejsce w klasyfikacji +/- w sezonie zasadniczym: +44
  - Drugie miejsce w klasyfikacji strzelców w fazie play-off: 8 goli
  - Pierwsze miejsce w klasyfikacji asystentów w fazie play-off: 11 asyst
  - Pierwsze miejsce w klasyfikacji kanadyjskiej w fazie play-off: 19 punktów
  - Pierwsze miejsce w klasyfikacji zwycięskich goli w fazie play-off: 3 gole
  - Mecz Gwiazd KHL
  - Złoty Kij - Najbardziej Wartościowy Gracz (MVP) rundy zasadniczej
  - Złoty Kask (przyznawany sześciu zawodnikom wybranym do składu gwiazd sezonu)
- KHL (2010/2011):
  - Najlepszy napastnik miesiąca - luty 2011
  - Pierwsze miejsce w klasyfikacji asystentów w sezonie zasadniczym: 60 asyst
  - Pierwsze miejsce w klasyfikacji kanadyjskiej w sezonie zasadniczym: 80 punktów
  - Drugie miejsce w klasyfikacji +/- w sezonie zasadniczym: +27
  - Nagroda dla najlepiej punktującego zawodnika w sezonie regularnym uzyskał 80 punktów (20 goli i 60 asyst)
  - Czwarte miejsce w klasyfikacji asystentów w fazie play-off: 15 asyst
  - Piąte miejsce w klasyfikacji kanadyjskiej w fazie play-off: 18 punktów
  - Mecz Gwiazd KHL
  - Złoty Kij - Najbardziej Wartościowy Gracz (MVP) rundy zasadniczej
  - Złoty Kask (przyznawany sześciu zawodnikom wybranym do składu gwiazd sezonu)
  - Nagroda „Sekundy” (dla strzelca najszybszego): strzelił bramkę w 6. sekundzie meczu Saławat-Jugra Chanty-Mansyjsk 10.10.2010
- Karjala Cup 2011:
  - Pierwsze miejsce w klasyfikacji kanadyjskiej turnieju: 5 punktów
  - Skład gwiazd turnieju
- Channel One Cup 2011:
  - Pierwsze miejsce w klasyfikacji kanadyjskiej turnieju: 4 punkty
  - Najlepszy napastnik turnieju
- KHL (2011/2012):
  - Najlepszy napastnik miesiąca: grudzień 2011
  - Drugie miejsce w klasyfikacji strzelców w sezonie zasadniczym: 25 goli
  - Pierwsze miejsce w klasyfikacji asystentów w sezonie zasadniczym: 38 asyst
  - Pierwsze miejsce w klasyfikacji kanadyjskiej w sezonie zasadniczym: 63 punkty
  - Mecz Gwiazd KHL
  - Nagroda dla najlepiej punktującego zawodnika (punktacja kanadyjska): w sezonie regularnym uzyskał 63 punktów (25 goli i 38 asyst)
  - Złoty Kij - Najbardziej Wartościowy Gracz (MVP) rundy zasadniczej
  - Złoty Kask (przyznawany sześciu zawodnikom wybranym do składu gwiazd sezonu)
- Euro Hockey Tour 2011/2012:
  - Pierwsze miejsce w klasyfikacji kanadyjskiej całego cyklu: 9 punktów (5 goli i 4 asysty) w sześciu meczach
- KHL (2012/2013):
  - Mecz Gwiazd KHL[13]
  - Pierwsze miejsce w klasyfikacji asystentów w sezonie zasadniczym: 46 asyst
  - Drugie miejsce w punktacji kanadyjskiej w sezonie zasadniczym: 68 punktów
  - Złoty Kask (przyznawany sześciu zawodnikom wybranym do składu gwiazd sezonu)
- Oddset Hockey Games 2013:
  - Pierwsze miejsce w klasyfikacji asystentów całego cyklu: 3 asysty
- Euro Hockey Tour 2012/2013:
  - Pierwsze miejsce w klasyfikacji +/- całego cyklu: +7
- Mistrzostwa Świata w Hokeju na Lodzie 2013/Elita:
  - Szóste miejsce w klasyfikacji strzelców turnieju: 5 goli
  - Siódme miejsce w klasyfikacji kanadyjskiej turnieju: 10 punktów
  - Jeden trzech najlepszych zawodników reprezentacji[14]
- Puchar Spenglera 2013:
  - Drugie miejsce w klasyfikacji strzelców turnieju: 4 gole
  - Trzecie miejsce w klasyfikacji asystentów turnieju: 3 asysty
  - Trzecie miejsce w klasyfikacji kanadyjskiej turnieju: 7 punktów
  - Skład gwiazd turnieju
- KHL (2013/2014):
  - Mecz Gwiazd KHL (wybrany, nie wystąpił)[15][16][17]
- Hokej na lodzie na Zimowych Igrzyskach Olimpijskich 2014 – turniej mężczyzn:
  - Pierwsze miejsce w klasyfikacji strzelców zwycięskich goli meczowych w turnieju: 2 w 4 spotkaniach
- KHL (2014/2015):
  - Ósme miejsce w klasyfikacji strzelców w sezonie zasadniczym: 24 gole
    - Pierwsze miejsce w klasyfikacji strzelców zwycięskich goli meczowych w sezonie zasadniczym: 10 goli

  - Pierwsze miejsce w klasyfikacji asystentów w sezonie zasadniczym: 47 asyst
  - Pierwsze miejsce w punktacji kanadyjskiej w sezonie zasadniczym: 71 punktów
  - Pierwsze miejsce w klasyfikacji +/- w sezonie zasadniczym: +37
  - Drugie miejsce w klasyfikacji minut kar w sezonie zasadniczym: 143
    - Najbardziej Wartościowy Gracz (MVP) Sezonu (dla zawodnika legitymującego się najlepszym współczynnikiem w klasyfikacji "+,-" po sezonie regularnym)

  - Najlepszy napastnik miesiąca - marzec 2015[18]
  - Najlepszy napastnik - finały konferencji[19]
  - Trzecie miejsce w klasyfikacji strzelców w fazie play-off: 13 asyst
  - Pierwsze miejsce w punktacji kanadyjskiej w fazie play-off: 21 punktów
  - Złoty Kij - Najbardziej Wartościowy Gracz (MVP) rundy zasadniczej
  - Złoty Kask (przyznawany sześciu zawodnikom wybranym do składu gwiazd sezonu)
- KHL (2015/2016):
  - Piąte miejsce w klasyfikacji strzelców w sezonie zasadniczym: 23 gole
  - Drugie miejsce w klasyfikacji asystentów w sezonie zasadniczym: 42 asysty
  - Pierwsze miejsce w punktacji kanadyjskiej w sezonie zasadniczym: 65 punktów
  - Drugie miejsce w klasyfikacji +/- w sezonie zasadniczym: +28
  - Trzecie miejsce w klasyfikacji asystentów w fazie play-off: 12 asyst
  - Piąte miejsce w punktacji kanadyjskiej w fazie play-off: 16 punktów
  - Złoty Kask (przyznawany sześciu zawodnikom wybranym do składu gwiazd sezonu)
- KHL (2022/2023):
  - Trzecie miejsce w klasyfikacji strzelcówkanadyjskiej w sezonie zasadniczym: 57 punktów
  - Trzecie miejsce w klasyfikacji strzelców w fazie play-off: 10 goli
  - Trzecie miejsce w klasyfikacji kanadyjskiej w fazie play-off: 19 punktów
  - Pierwsze miejsce w klasyfikacji minut kar w fazie play-off: 49 minut
  - Złoty Kask (przyznawany sześciu zawodnikom wybranym do składu gwiazd sezonu)
- KHL (2024/2025):
  - Najlepszy napastnik - 1/4 finału[20]
  - Czwarte miejsce w klasyfikacji kanadyjskiej w fazie play-off: 14 punktów
  - Pierwsze miejsce w klasyfikacji liczby przechwyconych krążków od rywala w fazie play-off: 17
  - Mistrz Play-off – Najbardziej Wartościowy Gracz (MVP) fazy play-off
  - Złoty Kask (przyznawany sześciu zawodnikom wybranym do składu gwiazd sezonu)

Wyróżnienie
- Zasłużony Mistrz Sportu Rosji w hokeju na lodzie: 2009

Odznaczenie
- Medal Orderu „Za zasługi dla Ojczyzny” II stopnia: 2009[21]